# Erich Leinsdorf
Erich Leinsdorf (nascido Erich Landauer; Viena, 4 de fevereiro de 1912 - Zurique, 11 de setembro de 1993) foi um maestro. Gravou e se apresentou com a melhores e maiores orquestras e companias de ópera dos Estados Unidos e da Europa.

## Biografia
Leinsdorf nasceu em Viena e estudou música em uma escola local a partir dos cinco anos. Estudou condução no Mozarteum em Salzburgo e depois na Universidade de Viena e no Conservatório de Viena. De 1934 a 1937 ele trabalhou como assistente de Bruno Walter e Arturo Toscanini no Festival de Salzburgo. Em 1938 ele conduziu no Metropolitan Operade Nova Iorque, sendo notado executando obras de Wagner; depois da morte repentina de Artur Bodanzky em 1939, Leinsdorf foi nomeado o "cabeça do repertório alemão" do Met.
Em 1942 Leinsdorf se naturalizou estadunidense. Em 1943 ele teve um breve período de três anos como diretor musical da Orquestra de Cleveland, mas esteve ausente na maior parte do seu mandato por ter sido chamado pelas Forças Armadas dos Estados Unidos para a Segunda Guerra Mundial e a orquestra não renovou o contrato de Leinsdorf. Muitos anos mais tarde, na transição de Lorin Maazel para Christoph von Dohnányi, entre os anos de 1982 e 1984, ele retornou para conduzir diversos concertos com a Orquestra de Cleveland.
Ele foi o principal maestro da Orquestra Filarmônica Rochester de 1947 até 1955. Posteriormente ele foi brevemente o chefe da Ópera da Cidade de Nova Iorque, antes de retomar a associação com o Met.
Em 1962 foi nomeado o diretor musical da Orquestra Sinfônica de Boston. Esse período como o diretor musical em Boston, ele gravou muitas vezes para a RCA Victor, mas também teve muitas polêmicas, por ter tido atritos com músicos e administradores.
Mais um vez as performances de Leinsdorf foram interrompidas por eventos históricos. Em 22 de Novembro de 1963, durante a performance da Orquestra Sinfônica de Boston, ele deu um triste notícia ao público "Senhoras e senhores, temos uma notícia, esperamos que ela não seja confirmada, o Presidente dos Estados Unidos foi vítima de um assassinato (audiência suspira e murmura) Vamos tocar a Marcha Fúnebre da Sinfonia Nº3 de Beethoven." Ele estava se referindo ao assassinato do presidente John F. Kennedy em Dallas, Texas.
No meio do seu mandato com a Orquestra Filarmônica de Israel em 1967, Leinsdorf abruptamente fugiu do país, no início da Guerra dos Seis Dias, saiu tão apressadamente que esqueceu da sua casaca. Após a fuga de Linsdorf, Zubin Mehta passou a conduzir a orquestra durante a guerra.
Em 1969 deixou Boston. Ele continuou a ser o maestro convidado de muitas orquestras e companias de óperas em volta do mundo, sendo associado com o Metropolitan Opera e a Filarmônica de Nova Iorque. Também atuou, de 1978 até 1980 como maestro principal  da Orquestra Sinfônica da Rádio de Berlim.
Erich Leinsdorf morreu de câncer, em Zurique, Suíça aos 81 anos.

## Discografia
- 1962 Béla Bartók: Concerto para Orquestra
- 1964 Béla Bartók: Concerto de Violino Nº2
- 1969 Ludwig van Beethoven: Sinfonia Nº1
- 1967 Ludwig van Beethoven: Sinfonia Nº2
- 1962 Ludwig van Beethoven: Sinfonia Nº3
- 1966 Ludwig van Beethoven: Sinfonia Nº4
- 1968 Ludwig van Beethoven: Sinfonia Nº5
- 1969 Ludwig van Beethoven: Sinfonia Nº6
- 1966 Ludwig van Beethoven: Sinfonia Nº7
- 1969 Ludwig van Beethoven: Sinfonia Nº8
- 1969 Ludwig van Beethoven: Sinfonia Nº9. Solistas: Jane Marsh, Josephine Veasey, Plácido Domingo e Sherill Milnes.
- 1967 Ludwig van Beethoven: Criação de Prometheus
- 1967 Ludwig van Beethoven: Concerto para Piano Nº1. Pianista: Artur Rubenstein
- 1967 Ludwig van Beethoven: Concerto para Piano Nº2. Pianista: Artur Rubenstein
- 1965 Ludwig van Beethoven: Concerto para Piano Nº3. Pianista: Artur Rubenstein
- 1964 Ludwig van Beethoven: Concerto para Piano Nº4. Pianista: Artur Rubenstein
- 1963 Ludwig van Beethoven: Concerto para Piano Nº5. Pianista: Artur Rubenstein
- 1966 Ludwig van Beethoven: Overture de Coriolan
- 1966 Ludwig van Beethoven: Overture de Leonore
- 1963 Ludwig van Beethoven: Overture de Leonore
- 1965 Alban Berg:  Le Vin. Solista: Phyllis Curtin
- 1964 Alban Berg:  Wozzeck. Solista:  Phyllis Curtin
- 1964 Hector Berlioz: Damnation of Faust e Rakoczy March
- 1963 Johannes Brahms: Sinfonia Nº1
- 1964 Johannes Brahms: Sinfonia Nº2
- 1966 Johannes Brahms: Sinfonia Nº3
- 1966 Johannes Brahms: Sinfonia Nº4
- 1964 Johannes Brahms: Concerto para Piano Nº1. Pianista: Van Cliburn
- 1964 Johannes Brahms: Concerto para Piano Nº1. Pianista: Artur Rubenstein
- 1968 e 1969 Johannes Brahms: Requiem,  Solistas: Monserrat Caballe e Sherill Milnes
- 1966 Johannes Brahms: Overture Trágica
- 1966 Anton Bruckner: Sinfonia Nº4
- 1967 Elliot Carter: Piano Concerto. Pianista: Jacob Lateiner
- 1967 Michael Colgrass: As Quiet as
- 1963 Norman Dello Joio: 'Fantasia e Variações. Pianista: Lorin Hollander
- 1967 Antonin Dvorak:  Sinfonia Nº6
- 1967 Antonin Dvorak:  Dança Slováca Nº2
- 1967 Antonin Dvorak:  Dança Slováca Nº8
- 1967 Antonin Dvorak:  Romance in F, Violinista: Itzhak Perlman
- 1963 Gabriel Fauré: Elegie. Cellista: Samuel Mayes
- 1966 Irving Fine:  Som Sério
- 1965 Irving Fine:  Toccata Concertante
- 1968 Alberto Ginastera: Concerto para Piano. Pianista: João Carlos Martin
- 1968 Alberto Ginastera: Variações Concertantes
- 1966 Joseph Haydn: Sinfônia Nº93
- 1968 Joseph Haydn: Sinfônia Nº96
- 1964 Zoltán Kodály: Variações Peacock
- 1965 Zoltán Kodály: Harry Janos, Suite
- 1963 Joseph Lanner: Die Mozartisten Waltzes
- 1962 Gustav Mahler: Sinfonia Nº1
- 1966 Gustav Mahler: Sinfonia Nº3. Soloist: Shirley Verrett
- 1963 Gustav Mahler: Sinfonia Nº5
- 1965 Gustav Mahler: Sinfonia Nº6
- 1962 e 1963  Felix Mendelssohn:  Uma Noite de Sonhos no Verão. Solistas:  Arlene Saunders e Helen Vanni
- 1964 Gian Carlo Menotti: The Death of the Bishop of Brindisi. Solistas:  Lili Chookasian e George London
- 1967 Wolfgang Amadeus Mozart: Sinfonia Nº36
- 1969 Wolfgang Amadeus Mozart: Sinfonia Nº39
- 1963 Wolfgang Amadeus Mozart: Sinfonia Nº41
- 1963 Wolfgang Amadeus Mozart: Eine kleine Nachtmusik
- 1964 Wolfgang Amadeus Mozart: Requiem. Solistas: Endich, Eunice Alberts, DiVirgilio e Mac Morgan
- 1968 Sergei Prokofiev: Sinfonia Nº2
- 1966 Sergei Prokofiev: Sinfonia Nº3
- 1963 Sergei Prokofiev: Sinfonia Nº5
- 1965 Sergei Prokofiev: Sinfonia Nº6
- 1966 Sergei Prokofiev: Scythian Suite
- 1968 Sergei Prokofiev: Lt. Kije Suite
- 1963 Sergei Prokofiev: Sinfonia de Cello
- 1965 Sergei Prokofiev: Concerto para Piano Nº1. Pianista: John Browning
- 1965 Sergei Prokofiev: Concerto para Piano Nº2. Pianista: John Browning
- 1967 Sergei Prokofiev: Concerto para Piano Nº3. Pianista: John Browning
- 1967 Sergei Prokofiev: Concerto para Piano Nº4. Pianista: John Browning
- 1964 Sergei Prokofiev: Concerto para Piano Nº5. Pianista: Lorin Hollander
- 1969 Sergei Prokofiev: Concerto para Piano Nº5. Pianista: John Browning
- 1964 Sergei Prokofiev: Concerto para Violino Nº1. Violinista:  Erick Friedman
- 1966 Sergei Prokofiev: Concerto para Violino Nº2. Violinista:  Itzhak Perlman
- 1967 Sergei Prokofiev: Romeo and Juliet
- 1963 & 1964 Nicolai Rimsky-Korsakov: Le Coq d'Or, Suite
- 1969 Xavier Scharwenka: Concerto para Piano Nº1. Pianista: Earl Wind
- 1964 Arnold Schoenberg: Gurre-Lieder
- 1969 Arnold Schoenberg: Survivor de Warsaw. Solista: Sherill Milnes
- 1964 Gunther Schuller: Sete Suítes de Temas de Paul Klee
- 1963 Robert Schumann: Sinfonia Nº4
- 1966 Jean Sibelius: Concerto para Violino. Violinista:  Itzhak Perlman
- 1964 John Phillip Sousa: Stars and Stripes Forever
- 1965 Richard Strauss: A Egípcia Helen. Solista: Leontyne Price
- 1965 Richard Strauss: Salome - Dança dos Sete Véus. Solista: Leontyne Price
- 1965 Richard Strauss: Salome - Interlude e Scena Final. Solista: Leontyne Price
- 1963 Richard Strauss: Ein Heldenleben. Violinista: Joseph Silverstein
- 1965 Igor Stravinsky: Agon
- 1965 Igor Stravinsky: Concerto para Violino. Violinista: Joseph Silverstein
- 1964 Igor Stravinsky: Firebird, Suite
- 1964 Pyotr Ilyich Tchaikovsky: Marcha Slava
- 1963 Pyotr Ilyich Tchaikovsky: Concerto para Piano Nº1. Pianista: Artur Rubenstein
- 1966 Pyotr Ilyich Tchaikovsky: Concerto para Piano Nº1. Pianista: Mischa Dichter
- 1967 Pyotr Ilyich Tchaikovsky: Concerto para Violino. Violinista: Itzhak Perlman
- 1964 & 1965 Verdi: Requiem. Solistas: Birgit Nilsson, Lili Chookasian, Carlo Bergonzi e Ezio Flagello.
- 1967 Richard Wagner: Flying Dutchman, Overture
- 1965 Richard Wagner: Lohegrin. Arias Completa
- 1965 Richard Wagner: Lohegrin, Ato 1 Prelude
- 1965 Richard Wagner: Lohegrin, Ato 3 Prelude
- 1967 Richard Wagner: Meistersinger Ato 1 Prelude
- 1967 Richard Wagner: Tannhauser, Overture
- 1964 Richard Wagner: Tannhauser, Marcha
- 1967 Richard Wagner: Tristan and Isolde, Prelude
- 1969 Kurt Weill: Kleine Dreigroschenmusik